# 牧の台
牧の台（まきのだい）は、千葉県印西市の町丁。現行行政地名は牧の台一丁目から牧の台三丁目。郵便番号270-1339。

## 地理
北は別所、北東は滝、東は宗甫、南は牧の原、南西は別所、西は草深に隣接している。

## 歴史
- 2013年（平成25年）6月24日 - 印西牧の原駅北側の区域（千葉ニュータウン21住区及び23住区）の一部が「牧の台二丁目・三丁目及び滝野七丁目」という新しい住所の表示となる[4][5][6]。

### 町名の変遷
| 実施後       | 実施年月日    | 実施前（各大字とその一部）                                                                 |
| ------------ | ------------- | ------------------------------------------------------------------------------------------ |
| 牧の台一丁目 |               | -                                                                                          |
| 牧の台二丁目 | 2013年6月24日 | 別所字大山、字馬込、字原中割、字原下割、字八反割、字中大木戸、字下大木戸、字屋敷割の各一部 |
| 牧の台二丁目 | 2013年6月24日 | 宗甫字西割の一部                                                                           |
| 牧の台三丁目 | 2013年6月24日 | 別所字榎戸、字原中割、字原下割の各一部                                                     |

## 小・中学校の学区
市立小・中学校に通う場合、学区は以下の通りとなる。
| 丁目         | 番地 | 小学校               | 中学校             |
| ------------ | ---- | -------------------- | ------------------ |
| 牧の台一丁目 | 全域 | 印西市立牧の原小学校 | 印西市立滝野中学校 |
| 牧の台二丁目 | 全域 | 印西市立牧の原小学校 | 印西市立滝野中学校 |
| 牧の台三丁目 | 全域 | 印西市立牧の原小学校 | 印西市立滝野中学校 |

## 施設
- 緑生会印西総合病院[8]

## 交通

### 鉄道
地内に鉄道は通っていない。原にある北総鉄道北総線の印西牧の原駅が利用できる。